# 최재명 (가수)
최재명(2000년 7월 14일 ~ )는 대한민국의 가수, 국악인이다.

## 학력
- 서울토성초등학교
- 풍성중학교
- 남원국악예술고등학교
- 서울예술대학교

## 생애

### 어린 시절
2000년 7월 29일 전라북도 장수군에 태어났다.

### 학창 시절
서울토성초등학교에서 입학했는데 졸업했다.
풍성중학교에서 입학했는데 졸업했다.
남원국악예술고등학교에서 입학했는데 졸업했다.
서울예술대학교에서 입학했는데 졸업했다.

### 트로트 시절
미스터트롯3에서 참가하고 5위를 차지했다.

## 방송

### 고정 출연
- 미스터트롯3 (2024)
- 사랑의 콜센타 세븐스타즈 (2025)

## 음반

### 컴필레이션
- 미스터트롯3 음원 발매
  - 상사화 (대학부)
  - 창귀 (대학부)
  - 사모 (1:1 데스매치)
  - 약손 (메들리 팀미션)
  - 있을 때 잘해 (준결승 1차전 1라운드)
  - 울 엄마 (준결승 1차전 2라운드)
  - 너만을 사랑했다 (준결승 2차전)
  - 연리지 (결승전)
  - 남자이니까 (TOP7 신곡 미니앨범)

## 공연
- 서울: 2025년 3월 29일(금) ~ 30일(일), 올림픽공원 체조경기장
- 진주: 2025년 4월 12일(토) ~ 13일(일), 진주실내체육관
- 부산: 2025년 4월 19일(토) ~ 19일(일), 벡스코 오디토리움
- 대구: 2025년 5월 3일(토) ~ 4일(일), 대구 엑스코 동관
- 광주: 2025년 5월 10일(토) ~ 11일(일), 김대중컨벤션센터 다목적홀
- 성남: 2025년 5월 17일(토) ~ 18일(일), 성남아트센터 오페라하우스
- 청주: 2025년 5월 24일(토) ~ 25일(일), 청주대학교 석우문화체육관
- 인천: 2025년 5월 31일(토) ~ 6월 1일(일), 송도컨벤시아 4홀
- 창원: 2025년 6월 21일(토) ~ 22일(일), 창원컨벤션센터
- 전주: 2025년 6월 28일(토) ~ 29일(일), 한국소리문화의전당 모악당
- 강릉: 2025년 7월 5일(토) ~ 6일(일), 세바스티아노스 스포츠센터
- 대전: 2025년 7월 12일(토) ~ 13일(일), 대전컨벤션센터 제 2전시장
- 수원: 2025년 7월 19일(토) ~ 20일(일), 경희대 국제캠퍼스 선승관

## 경력
- 장수군 홍보대사 (2025)